# Eddie Edwards (catch)
Pour les articles homonymes, voir Edwards et Eddie Edwards.
 (juillet 2021).
Eddie Maher (né le 30 décembre 1983 à Boston) est un lutteur professionnel (catcheur) américain qui travaille actuellement à la Total Nonstop Action Wrestling. Il est surtout connu pour son passage à la Ring of Honor où il a  été 1 fois Champion du monde de la ROH, Champion du monde par équipe de la ROH avec Davey Richards avec qui il a formé The American Wolves et Champion de la Télévision de la ROH. Il remporte le tournoi ROH, Survival of the Fittest en novembre 2010. À la suite de la victoire du titre mondial, il devient le premier catcheur à être ROH Triple Crown Championship.
Connu aussi pour son travail à Impact Wrestling, il est également un 5 fois TNA World Tag Team Champion, 2 fois X Division Champion et deux fois TNA World Heavyweight Champion.

## Carrière

### Circuit indépendant (2003-2013)
Son fait le plus notable est le premier titre de champion Télévision de la MLW acquis en 2003 face à Jerell Clarke, un titre qu'il gardera pendant près de deux ans et demi et un 3 way match perdu contre Tommaso Ciampa et A.J. Styles.
Lors de PWX What Doesn't Kill You Makes You Stronger 2, lui et Roderick Strong battent The Great Outdoors (Grizzly Redwood & Jake Manning) et remportent les PWX Tag Team Championship de la Premiere Wrestling Xperience's.
Lors de House of Hardcore VII, il fait ses débuts à la fédération en battant Eddie Kingston.

### Ring of Honor (2006-2013)

#### Débuts (2006-2008)
Edwards fait ses débuts à la ROH le 22 décembre 2006 à International Challenge lors d'un match perdu contre Austin Aries. Puis sa 2e apparition est aussi une défaite un mois plus tard à Dedicated contre Jack Evans.

#### The American Wolves (2008–2010)
Il s'associe avec Davey Richards et se font connaitre sous le nom The American Wolves. Ils remportent leur premier titre par équipe en battant El Generico et Kevin Steen le 10 avril 2009. Ils perdent leurs titres contre les Briscoe Brothers le 19 décembre lors de Final Battle (2009).

#### Carrière en solo (2010-2012)
Il entame ensuite sa carrière solo à la ROH en prenant part au tournoi couronnant le premier ROH World Television Champion. Il bat successivement Kevin Steen, Colt Cabana et enfin son partenaire Davey Richards le 5 mars 2010 pour devenir le premier ROH World Television Champion,.
Lors de Manhattan Mayhem IV, il bat Roderick Strong et remporte le ROH World Championship,.En même temps que le visage de la compagnie, il devient le premier catcheur à avoir capturé les trois titres de la ROH et devient également le premier Triple Crown Champion de la fédération,. Ses premières défenses sont victorieuses, notamment contre Christopher Daniels à Honor Takes Center Stage, mais il perd son titre face à son partenaire Davey Richards lors de Best in the World (2011).
Lors du show du 3 mars, il perd contre Roderick Strong et ne devient pas challenger no 1 au ROH World Championship mais le match est rejoué et il bat Roderick Strong. Finalement, il est annoncé que le 30 mars, Davey Richards affrontera Roderick Strong et Eddie Edwards dans un 3-Way Match pour le ROH World Championship. Lors de 10th Anniversary, Adam Cole et lui battent Davey Richards et Kye O'Reilly. Lors de Border Wars, il bat Rhino. Lors ce Best In The World, il perd contre Homicide. Lors de Glory By Honor XI, il perd contre Adam Cole et ne remporte pas le ROH World Television Championship. 

#### Retour de The American Wolves (2012–2013)
The American Wolves se réunissent le 16 décembre 2012, à Final Battle 2012: Doomsday, où ils ont défait Bobby Fish et Kyle O'Reilly. Dans un match par équipe. À la suite de leur victoire, The American Wolves ont reçu un match de championnat pour les ROH World Tag Team Championship, mais ont été défaits par les champions en titre, The Briscoe Brothers le 18 janvier 2013. Lors de All Star Extravaganza V, ils battent les Forever Hooligans (Alex Koslov et Rocky Romero) et remportent les ROH World Tag Team Championship pour la deuxième fois. Ils perdent les titres lors de Manhattan Mayhem V contre les reDRagon (Kyle O'Reilly et Bobby Fish). Lors de Death Before Dishonor XI, ils perdent contre les Forever Hooligans et ne remportent pas les IWGP Junior Heavyweight Tag Team Championship de la New Japan Pro Wrestling. Lors de Final Battle, il gagne avec BJ Whitmer contre Jay Lethal et Roderick Strong après le match il fait ses adieux à la ROH avant d'être attaqué par BJ Whitmer, Jimmy Jacobs et Roderick Strong qu'ils disent qu'ils ont assez de voir des catcheurs partir sous les honneurs.

### Pro Wrestling NOAH (2005-2017)

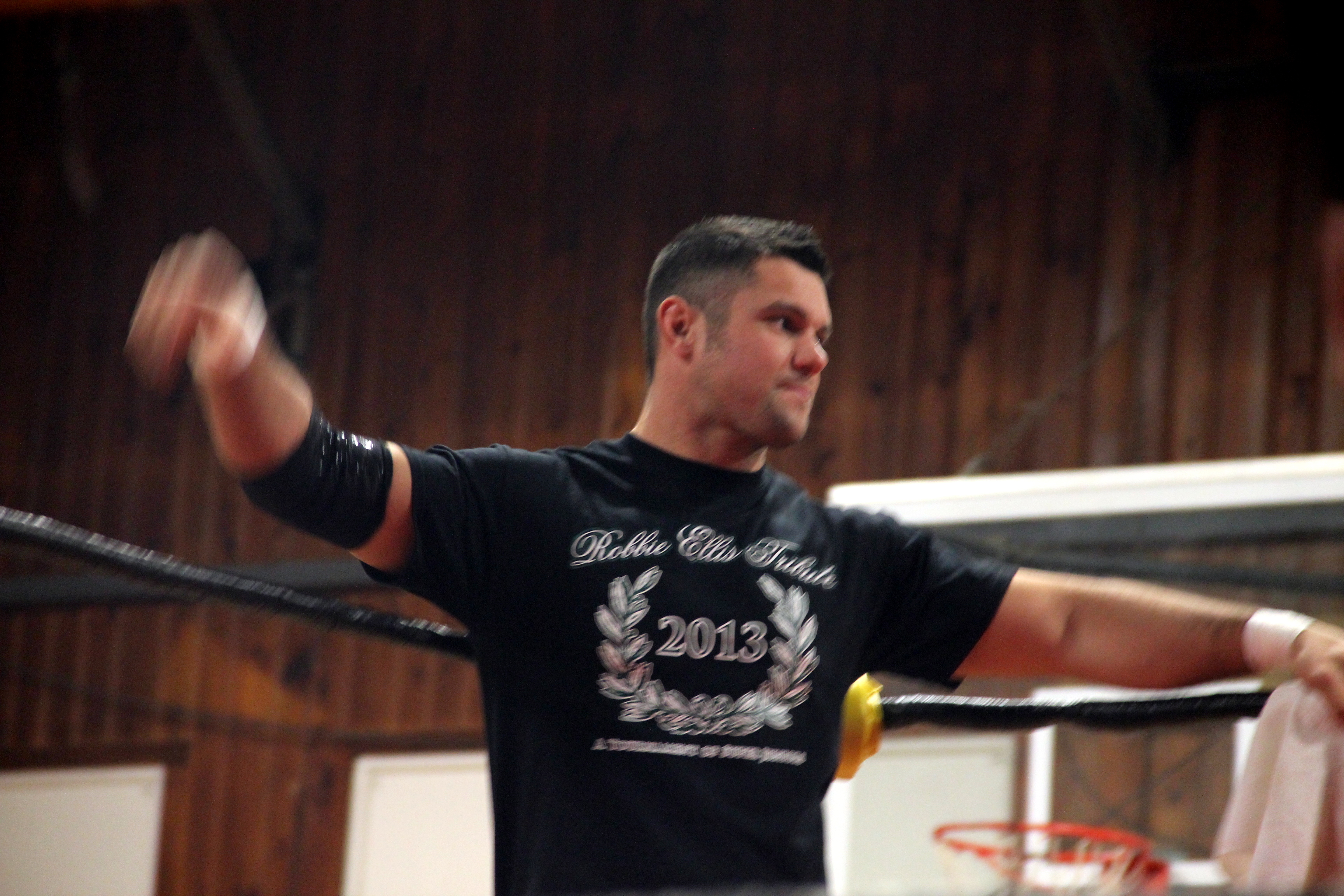
Edwards dans le circuit indépendant en Novembre 2013

Le 25 mai 2007, lui et Ted DiBiase, Jr. perdent contre Kentaro Shiga et Kishin Kawabata et ne remportent pas les GHC Hardcore Tag Team Championship.
Le 28 novembre 2008, il perd contre KENTA et ne remporte pas le GHC Junior Heavyweight Championship.
Le 12 mars 2017, il bat Atsushi Kotoge,. Le 26 août, il bat Katsuhiko Nakajima et remporte le GHC Heavyweight Championship, devenant le tout premier gaijin à remporter le titre. Lors de Great Voyage 2017 in Yokohama Vol. 2, il conserve le titre contre Naomichi Marufuji. Le 22 décembre, il perd le titre contre Kenoh.

### Pro Wrestling Guerrilla (2011-2013)
Lors de PWG Mystery Vortex 2012, il forme avec Roderick Strong  l'équipe "Dojo Bros et dans le match d'ouverture du show, ils battent The Young Bucks et puis plus tard dans la soirée, ils battent les PWG World Tag Team Champions The Super Smash Brothers. Lors de PWG All Star Weekend 9 - Tag 2, ils perdent contre The Young Bucks et ne remportent pas les PWG World Tag Team Championship. Lors de PWG TEN, ils perdent contre The Young Bucks dans un Three Way Ladder Match qui comprenaient également The Inner City Machine Guns (Rich Swann & Ricochet) et ne remportent pas les PWG World Tag Team Championship.

### Squared Circle Wrestling (2007-2013)
Lors de At Living On The Edge, lui et Davey Richards battent Up In Smoke (Cheech et Cloudy) et remportent les 2CW Tag Team Championship.

### Westside Xtreme Wrestling (2008-2012)
Lors de wXw The Vision, lui et Davey Richards perdent contre The Switchblade Conspiracy (Jon Moxley & Sami Callihan) et ne remportent pas les wXw World Tag Team Championship.

### World Wrestling Entertainment (2013)
En août 2013, après que leurs contrats avec la ROH aient expirés, Edwards et Davey Richards ont pris part à un camp tryout pour la WWE, où ils ont été décrits comme se démarquant de tout le monde. Le 18 novembre, Edwards et Richards débutent au WWE Performance Center à Orlando, en Floride pour une autre semaine tryout. Finalement Triple H décidera de ne pas leur offrir de contrats et ce pour plusieurs raisons. La première étant qu'ils ne correspondent pas aux critères physiques attendues par la WWE, la seconde étant un raté lors du match et la troisième est le fait que le match dura plus longtemps que prévu.  

#### NXT Wrestling (2013)
Il fait ses débuts le 18 décembre à NXT en perdant avec Davey Richards contre The Ascension (Konnor et Viktor). Ce sera leur seul et unique match pour la WWE,.

### Total Nonstop Action Wrestling/Impact Wrestling (2014-...)

#### Débuts et TNA World Tag Team Champion (2014-2016)
Il fait ses débuts lors de Genesis (2014), avec son coéquipier Davey Richards lors d'un meeting backstage avec la présidente de la TNA, Dixie Carter. Elle introduit les Wolves comme une équipe de qualité internationale et leur offre un match d'essai ceux à quoi Eddie et Davey lui expliquent qu'ils ont déjà signé un contrat le matin même et ceux avec le nouvel investisseur de la TNA . Le 30 janvier, les Wolves sont convoqués par le conseiller personnel de Dixie Carter, l'anglais Rockstar Spud. Ce dernier veut savoir qui est l'investisseur et une altercation éclate entre les trois hommes, altercation qui se termine par un passage à tabac de Spud. Les Wolves profitant de l'occasion pour exposer leur talent au public exigeant de la TNA. Plus tard dans la soirée, après le combat vedette, les Wolves apparaissent en haut de la rampe et une musique retenti; c'est celle du nouvel investisseur qui s'avère être MVP.
Lors de l'édition d'Impact Wrestling du 13 février 2014 ils font leurs débuts officiels sur un ring de la TNA en équipe avec Samoa Joe et ils battent Zema Ion & The BroMans (Jessie Godderz & Robbie E) pour leur premier match. Le 20 février ils battent Bad Influence (Christopher Daniels et Kazarian). Le 23 février, lors d'un house show de la TNA, ils battent les BroMans et remportent le TNA World Tag Team Championship mais une semaine plus tard, lors du One Night Only Outbreak, ils perdent leurs titres face aux BroMans. Lors de Sacrifice ils battent les BroMans et remportent les TNA World Tag Team Championship pour la deuxième fois. À Destination X ils battent The Hardys (Matt Hardy & Jeff Hardy) et conservent leurs ceintures par équipe. Le 6 juillet, lors d'un show de la Wrestle-1, ils conservent leur titres contre Junior Stars (Minoru Tanaka et Koji Kanemoto),. Lors de l'impact Wrestling du 12 novembre 2014, ils perdent leur titres contre The Revolution (Abyss et James Storm). Lors de l'impact Wrestling du 6 mars 2015, ils battent Abyss et James Storm et remportent les TNA World Tag Team Championship pour la troisième fois. Après que Edwards se soit cassé le talon en Février 2015, ils rendent les titres vacants le 13 mars 2015. À leur retour, ils affrontent The Dirty Heels (Austin Aries et Bobby Roode) dans un Best of 5 Series matches pour les TNA World Tag Team Championship. Les Wolves ont remporté les 2 premiers matches et les Dirty Heels ont gagné les deux suivants. Lors de Slammiversary, Davey Richards perd contre Austin Aries. Donc Aries a choisi la stipulation pour le dernier match de la série, un 30 minutes tag team iron man match. Lors de l'impact Wrestling du 1 juillet 2015, ils battent The Dirty Heels et remportent les TNA World Tag Team Championship pour la quatrième fois. Avec cette victoire, les Wolves partage avec la Beer Money, Inc. le record de la plupart des règnes, avec quatre règnes. Lors de l'impact Wrestling du 2 septembre 2015, ils perdent les titres contre Brian Myers et Trevor Lee. Lors de l'impact Wrestling du 9 septembre 2015, ils battent Brian Myers et Trevor Lee et remportent les TNA World Tag Team Championship pour la cinquième fois. Lors de Bound for Glory (2015), ils conservent leur titres contre Brian Myers et Trevor Lee. Lors du show Xplosion du 13 février, ils conservent leur titres contre Mandrews et Will Ospreay. Lors de l'impact Wrestling du 16 février, ils conservent leur titres contre The Decay (Abyss et Crazzy Steve) dans un Monster's Ball match. Lors de l'édition d'Impact Wrestling du 8 mars 2016, ils perdent les titres contre Beer Money, Inc. (James Storm et Bobby Roode).

#### TNA X Division Champion et TNA World Heavyweight Champion (2016-2017)
Lors de Slammiversary (2016), il bat Trevor Lee, Andrew Everett et DJ Z et remporte son tout premier TNA X Division Championship.Lors de l'impact Wrestling du 14 juin 2016,il conserve son titre contre  Trevor Lee. Lors de l'Impact Wrestling du 21 juin 2016, il perd le titre contre Mike Bennett.Lors de l'Impact Wrestling du 7 juillet, Mike Bennett, Mandrews, Trevor Lee, Andrew Everett, Braxton Sutter, DJ Z et Rockstar Spud dans un Ultimate X match et remporte le TNA X Division Championship pour la deuxième fois. Lors de Destination X (2016), il utilise l'option C pour avoir un match contre Lashley pour le TNA World Heavyweight Championship, dans un match où son TNA X Division Championship est également en jeu, mais le match a pris fin en no-contest après une intervention de Mike Bennett et du débutant Moose. Le 21 juillet, il perd le titre contre Lashley dans un Winner Take All Six Sides of Steel Match et ne remporte pas le TNA World Heavyweight Championship. Lors de Bound for Glory (2016), il perd contre Aron Rex et ne devient pas le premier Impact Grand Champion. Lors de l'Impact Wrestling du 6 octobre, il bat Lashley et devient pour la première fois TNA World Heavyweight Champion. Lors de l'Impact Wrestling du 20 octobre, il conserve son titre contre Cody. Lors de One Night Only: Live 2, il conserve son titre contre Ethan Carter III. 
Le 8 janvier 2017, il perd son titre contre Lashley.

#### Rivalités avec Sami Callihan et Tommy Dreamer etHeel Turn (2018)
Le 1er mars 2018 à Impact, il bat Sami Callihan, après le match, ce dernier l'attaque avec une batte de baseball. Le 22 mars, il se fait agresser dans un hôtel par Sami Callihan. Le 29 mars, il attaque Sami Callihan en Ohio mais il se fera massacrer par les membres de oVe. Le 6 avril à Impact vs Lucha Underground, il perd contre Callihan au cours d'un "I Quit Match". Le 22 avril à Redemption, Tommy Dreamer, Moose et Eddie Edwards perdent contre Ohio Versus Everything. Le 26 avril, il attaque Sami Callihan dans sa chambre d'hôpital. Le 3 mai, Tommy Dreamer passe le chercher à sa sortie de cellule, plus tard ce dernier tentera de raisonner Edwards. Le 17 mai lors de l'épisode de Impact, il bat Sami Callihan au cours d'un Street Fight à la HoH, après le match il étrangle Callihan avec une batte de baseball. Le 24 mai à Impact, il attaque oVe et Sami Callihan avec un kendo stick au cours du match entre oVe et Drago & Aerostar, il étrangle Callihan avec le kendo stick et s'en prend ensuite aux membres de la sécurité qui essayaient de les séparés. 
Le 7 juin à Impact, il affronte Sami Callihan au cours d'un Unsanctioned match dans la forêt mais le match se termine en no contest, au cours du match, Edwards taillada le visage de Callihan, Edwards tentera de continuer de s'en prendre à Callihan mais il sera retenu par Tommy Dreamer qui tentera de le raisonner, lorsque Edwards se rendit compte que Callihan s'était enfui, il frappa Dreamer avec une batte de baseball, il effectue ainsi un heel turn. Le 14 juin à Impact, il se dispute avec Tommy Dreamer qui finit par l'envoyer au sol, Edwards lui répond avec un violent coup de kendo stick au visage. Le 21 juin à Impact, il semble devenir fou en repensant à sa rivalité avec Callihan. 
Le 28 juin à la House of Hardcore, il attaque Tommy Dreamer avec un kendo stick, lui mettant notamment le visage en sang, il est ensuite confronté par Moose sur le parking. Le 19 juillet à Impact, il interrompt un match initialement prévu entre Dezmond Xavier et Andrew Everett en attaquant l'arbitre prévu pour ce match avec un kendo stick, il s'adressera ensuite à Tommy Dreamer en lui disant qu'il compte faire couler le sang de Dreamer lors de Slammiversary.
Le 22 juillet lors de Slammiversary, il bat Tommy Dreamer au cours d'un House of Hardcore Rules match, après le match, il fait la paix avec Dreamer, effectuant un face turn.

#### Rivalité avec Austin Aries & Moose etFace Turn(2018-2019)
Le 26 juillet à Impact, il répond à l'invitation de Austin Aries qui défiait n'importe quelle superstar voulant un match de championnat en l'attaquant avec un kendo stick et en lui portant un DDT. La semaine suivante, il attaque une nouvelle fois Aries avec un kendo stick. Le 9 août à Impact, il perd contre Austin Aries à la suite d'une intervention de Killer Kross en la faveur de Aries et ne remporte pas le Impact World Title. Le 16 août à Impact, il attaque Killer Kross et Austin Aries mais ces derniers parviennent à prendre le dessus et à endormir Edwards avec une clé de tête.
Le 23 août à Impact, Kross et Aries attaquent Edwards, lui portant notamment un sleeper hold combiné à une figure four leglock, ils tenteront ensuite de lui briser la nuque avec une chaise mais ils seront repoussés par Moose armé d'une chaise.
Le 30 août lors de Impact ReDefined, Moose porte un Spear sur Edwards en plein match par équipe avec ce dernier contre Austin Aries & Killer Kross effectuant ainsi un Heel Turn. Après le match, Aries, Kross et Moose continuent de s'en prendre à Edwards, le frappant à la nuque avec une chaise. 
Le 20 septembre à Impact, il effectue son retour en attaquant Austin Aries, Moose et Killer Kross avec un kendo stick alors qu'ils se faisaient attaquer par Johnny Impact. Le 27 septembre à Impact, Johnny Impact & Eddie Edwards perdent contre Killer Kross et Moose. Le 11 octobre à Impact, Johnny Impact, Eddie Edwards et Fallah Bahh perdent contre Killer Kross, Moose et Austin Aries.   
Le 14 octobre lors de Bound for Glory 2018, il bat Moose par disqualification après avoir été attaqué par Killer Kross. Après le match, il est secouru par Tommy Dreamer ce qui mène à un match par équipe au cours duquel Dreamer et Edwards battent Moose et Kross. Le 25 octobre à Impact, Edwards attaque Moose a cours d'un match de ce dernier.    
Le 7 novembre à Impact, il perd contre Moose. Le 13 décembre à Impact, il attaque Moose au cours d'un match de ce dernier face à Brian Cage. Moose s'enfuit après avoir encaissé plusieurs coups de kendo stick.    
Le 6 janvier lors de Impact Wrestling Homecoming, il bat Moose au cours d'un Falls Count Anywhere match à la suite d'une intervention de sa femme (Alisha Edwards).    
Le 18 janvier à Impact, il perd par disqualification contre Ethan Page après avoir frappé ce dernier avec un kendo stick. Après le match, il est interpellé par Eli Drake qui propose son aide à Edwards pour redevenir un champion et ne plus être un "hardcore loser". Le 1er février à Impact, Eddie Edwards & Eli Drake battent Dezmond Xavier & Zachary Wentz après que Drake ait frappé Xavier avec un kendo stick, profitant d'une distraction de l'arbitre.    
Le 15 février à Impact, il ne parvient pas à remporter la Coupe du monde avec la Team Impact (Sami Callihan, Fallah Bahh et Eli Drake) contre la Team AAA (Psycho Clown, Puma King, El Hijo del Vikingo et Aerostar) en se faisant éliminer en dernier par Psycho Clown après avoir reçu un coup de kendo stick de Eli Drake. La semaine suivante à Impact, il bat Eli Drake.    
Le 8 mars à Impact, Edwards attaque les membres du Desi Hit Squad qui importunaient sa femme, cependant, ils prendront le dessus sur Edwards qui sera secouru par Eli Drake.    

#### Rivalité avec Michael Elgin et2echampionnatdu monde d'Impact (2020)
Début 2020, Edwards entre en rivalité avec Michael Elgin, les deux hommes s'affrontent à Impact lors de l'épisode du 7 janvier, Edwards remporta le match. Le 12 janvier lors de Impact Hard to Kill, Elgin perd de nouveau contre Edwards.
Lors de l'épisode de Impact du 28 janvier, les deux hommes débutent un Best-of-5 series, le premier combat est remporté par Elgin. Le 11 février à Impact, Elgin bat Edwards montant le score du best-of-5 series à 2-0 pour Elgin. Les 3 semaines suivantes, Edwards battu Elgin montant le score à 3-2 pour Edwards.
Lors de Slammiversary, il bat Ace Austin, Trey Miguel, Eric Young et Rich Swann au cours d'un 5-Way elimination match et remporte le Impact World Championship pour la deuxième fois. 
Il défend avec succès son titre au fil des semaines à Impact en battant Trey le 28 juillet, Sami Callihan le 4 août, Brian Myers le 11 août et Rob Van Dam le 25 août. Le même soir, il se fait tabasser par Eric Young qui réclame une opportunité au titre mondial. Le 1er septembre dans un épisode d'Impact Wrestling, il perd son titre contre Eric Young. Le 3 octobre lors de Victory Road, il perd contre Young et ne récupère pas son titre.

#### Rivalité avec Shamrock & Callihan (2020-2021)
Le 20 octobre à Impact, il perd contre Sami Callihan et ravive son ancienne rivalité avec ce dernier. Lors de Bound for Glory, il perd contre le partenaire de Callihan : Ken Shamrock. Le 10 novembre à Impact, il bat Chris Bey, après le match il est attaqué par Ken Shamrock, Sami Callihan & Chris Bey. Lors de Turning Point 2020, Eddie bat Daivari. Le 24 novembre à Impact, alors qu'il venait en aide à Rich Swann qui se faisait attaquer par Shamrock & Callihan, ces deux derniers prirent le dessus et Callihan ouvra le crâne de Edwards à coup de batte de baseball.
Le 24 juin à Impact, lui et Satoshi Kojima perdent contre Violent by Design (Deaner et Joe Doering) et ne remportent pas les Impact World Tag Team Championship.

#### Honor No More (2022–...)
Lors de Hard to Kill (2022), lui, Heath, Rhino, Rich Swann et Willie Mack battent The Good Brothers et Violent by Design dans un Hardcore War Match. Apràs le match, ils se font attaquer par Honor No More (Matt Taven, Mike Bennett, PCO et Vincent).
Lors de No Surrender (2022), il effectue un Heel Turn en rejoignant Honor No More, leur permettant de battre la Team Impact et de rester à Impact Wrestling.
Lors de Under Siege (2022), lui, Matt Taven, Mike Bennett, Kenny King et Vincent battent Bullet Club (Chris Bey, Doc Gallows, El Phantasmo, Jay White et Karl Anderson).

### New Japan Pro Wrestling (2023)
Le 15 avril 2023, il fait ses débuts à la NJPW lors de Capital Collision en perdant contre Kenta et il ne remporte pas le NJPW Strong Openweight Championship.

## Palmarès
- Assault Championship Wrestling
  - 1 fois ACW Junior Heavyweight Champion

- Dynasty Pro Wrestling
  - 1 fois Dynasty Champion

- Fight Club: Pro
  - 1 fois Fight Club: Pro Champion

- Millennium Wrestling Federation
  - 1 fois MWF Television Champion[2]

- New England Championship Wrestling
  - 4 fois NECW Tag Team Champion avec D.C. Dillinger
  - Iron 8 Championship Tournament (2006, 2007)

- Premier Wrestling Xperience
  - 1 fois PWX Tag Team Championship avec Roderick Strong

- Pro Wrestling NOAH
  - 1 fois GHC Heavyweight Championship
  - Global Tag League Technique Award (2012) avec Colt Cabana

- Ring of Honor
  - 1 fois ROH World Championship
  - 2 fois  ROH World Tag Team Championship avec Davey Richards
  - 1 fois ROH World Television Championship (il a été le premier champion)
  - Survival of the Fittest (2010)
  - 1er ROH Triple Crown Champion

- Squared Circle Wrestling
  - 1 fois 2CW Tag Team Championship avec Davey Richards

- The Wrestling Revolver
  - 1 fois PWR Tag Team Champion avec Davey Richards (actuel)

- Top Rope Promotions
  - 1 fois TRP Heavyweight Champion

- Total Nonstop Action Wrestling/Impact Wrestling
  - 2 fois TNA/Impact World Championship
  - 5 fois TNA World Tag Team Championship avec Davey Richards
  - 2 fois TNA X-Division Championship
  - 8° TNA Triple Crown Champion
  - World Cup of Wrestling (2014) - Eric Young, Bully Ray, Eddie Edwards, Gunner, & ODB (2014 World Cup of Wrestling Team)

- Wrestling Superstars
  - 1 fois WS Tag Team Championship avec Davey Richards[105]

## Récompenses des magazines
- Pro Wrestling Illustrated

| Année | 2006 | 2007 à 2008 | 2009 | 2010 | 2011 | 2012 | 2013 | 2014 | 2015 | 2016 | 2017 | 2018 | 2019 | 2020 | 2021 | 2022 | 2023 | 2024 |
| ----- | ---- | ----------- | ---- | ---- | ---- | ---- | ---- | ---- | ---- | ---- | ---- | ---- | ---- | ---- | ---- | ---- | ---- | ---- |
| Rang  | 498  | Non classé  | 92   | 37   | 9    | 18   | 61   | 45   | 75   | 81   | 27   | 55   | 95   | 132  | 86   | 128  | 204  | 256  |

- Wrestling Observer Newsletter
  - Équipe de l'année 2009 par la WON (Tag Team of the Year) avec Davey Richards